# فهرست میراث جهانی در آسیا و اقیانوسیه
فهرستی از سایت‌های میراث جهانی در آسیا:
- فهرست میراث جهانی در غرب آسیا
- فهرست میراث جهانی در آسیای شرقی (مغولستان، چین، کره شمالی، کره جنوبی، ژاپن)
- فهرست میراث جهانی در شمال و آسیای میانه (قزاقستان، قرقیزستان، تاجیکستان، ترکمنستان، ازبکستان و روسیه[۱])
- فهرست میراث جهانی در جنوب آسیا (افغانستان، پاکستان، هند، نپال، بوتان،[۲] سری لانکا و بنگلادش)
- فهرست میراث جهانی در آسیای جنوب شرقی (برمه،[۲] تایلند، لائوس، کامبوج، ویتنام، سنگاپور،[۲] مالزی، برونئی، فیلیپین،[۲] اندونزی و تیمور شرقی[۲])